# عزلة بني علي (ذمار)

تعديل مصدري - تعديل

عزلة بني علي هي إحدى عزل مديرية وصاب السافل في محافظة ذمار اليمنية ويبلغ تعداد سكانها 7344 نسمة حسب التعداد السكاني في اليمن لعام 2004.